# Hany Rashed

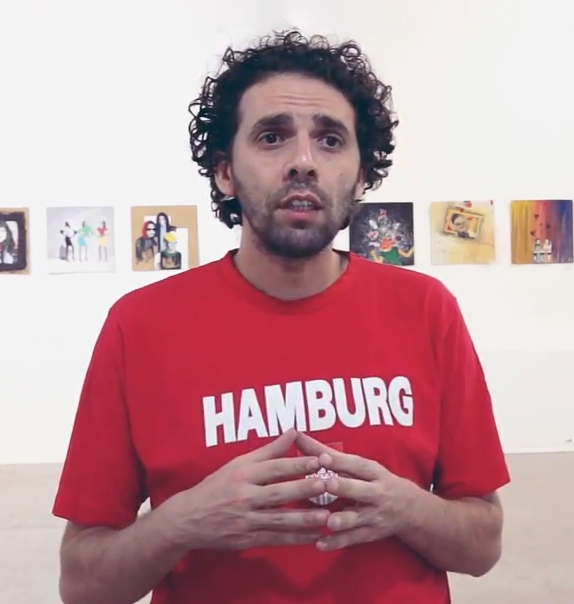
Hany Rashed, 2013

Hani Rashed (1975) è un artista egiziano.
Vive e lavora a Il Cairo.

## Tematiche
Rashed si è dedicato alla sua arte dal momento in cui abbandona la sua professione come tecnico del suono per la televisione egiziana; questo fatto aiuta a spiegare molte cose riguardo al suo stile particolare. I disegni e la loro distribuzione sono illustrati in maniera quasi televisiva; i personaggi assumono volutamente uno stile comico cinematografico. Rashed porta una sensibilità egiziana all'interno della cultura pop il cui gusto è tradizionalmente guidato da artisti americani. (EN)  Le sue opere risuonano in una società dove i mass media giocano inevitabilmente un ruolo molto forte. La monotonia dei suoi personaggi sottolineano la moltitudine di volti scomparsi, richiamano l'attenzione sulla maligna influenza di un paradigma culturale standardizzante. 
L'interesse di Rashed si estende al di là del mondo dell'arte, recentemente il suo interesse si è spostato all'illustrazione, in particolar modo di copertine di libri. (EN) 

## Attività
Hani Rashed si è formato presso l'atelier dell'artista Mohamed Abla per un decennio prima di avventurarsi nel proprio percorso creativo a partire dal 2004. (EN) 

### Mostre personali
- 2008: echo from Cairo, B21 Gallery, Dubai, UAE
- 2007: Mashrabia Gallery, Il Cairo, Egitto
- 2006: Mashrabia Gallery, Il Cairo, Egitto
- 2005: Mashrabia Gallery, Il Cairo, Egitto
- 2003: Mashrabia Gallery, Il Cairo, Egitto
- 2001: Mashrabia Gallery, Il Cairo, Egitto
- 2000: Cairo, egypt Atelier, Il Cairo, Egitto
- 1999: Cairo, egypt Atelier, Il Cairo, Egitto
- 1997: Cairo, egypt Atelier, Il Cairo, Egitto
- 1995: Cairo, egypt Atelier, Il Cairo, Egitto

### Mostre Collettive
- 2008: ‘Trilogie de la Mediterranée’, Marseille, Il Cairo, Atene
- 2008: ‘Tales around the pavement’, CIC, Il Cairo, Egitto
- 2007: Frieze Art Fair, Regent's Park, Londra, UK
- 2007: Thessaloniki Biennale, Grecia
- 2007: ‘Occidentalism’, curated by Karim Francis, Il Cairo, Egitto
- 2007: Cape Town Biennale, Sud Africa
- 2006: ‘DAK'ART'- Biennale, Senegal
- 2006: ‘48byfouregyptians', B21 Gallery, Dubai, UAe
- 2006: ‘Azhar Park meets Contemporary Art’, organized by Mashrabia Gallery, Azhar Park, Egitto
- 2005: ‘Imagining the book’, Bibliotheca Alexandrina, Grecia
- 2005: Gallery Agial: 5 artists of egypt (curated by Karim Francis), Beirut, Libano
- 2004: Bild Museet, Svezia
- 2003: Fundació Antoni Tàpies, Barcelona & Granada, Spagna
- 2003: Witte de With, center for contemporary art, Rotterdam, Paesi Bassi
- 2002: Falaki Gallery, American University of Cairo, egypt, Il Cairo, Egitto
- 2002: espace Karim Francis Gallery, Il Cairo, Egitto
- 2001: ‘Nitaq’ - Festival, Il Cairo, Egitto
- 2000: espace Karim Francis Gallery, Il Cairo, Egitto
- 1999: Cairo, egypt Atelier, Il Cairo, Egitto
- 1995 – 1998:  Salon of Youth, Il Cairo, Egitto
- 2000 – 2005: Salon of Youth, Il Cairo, Egitto
- 2005: Salon of Youth, Il Cairo, Egitto

### Premi
- 2005: Salon of Youth, Il Cairo, Egitto
- 2002: Salon of Youth, Il Cairo, Egitto
- 2000: Salon of Youth: First prize for Drawing Il Cairo, Egitto
- 1995: Salon of Youth, Il Cairo, Egitto

### Altre attività
- 2005: Illustrazioni della copertina del libro Awtar Mashdouda, 22 brevi storie di scrittori italiani tradotte in arabo.
- Soheir Fahmi: Un trait commun entre l'Homme et l'insecte, Al Ahram Hebdo